# アドナン・アル＝ケイシー
アドナン・アル＝ケイシー（Adnan Al-Kaissie、1939年3月1日 - 2023年9月6日）は、イラク・バグダッド出身のプロレスラー。
インディアン・ギミックのビリー・ホワイト・ウルフ（Billy White Wolf）、アラブ人ギミックのシーク・アドナン・アル＝ケイシー（Sheik Adnan Al-Kaissie）などのリングネームを名乗り、アメリカ合衆国の各メジャー団体で活躍した。

## 来歴
イスラム教のイマームを父に持ち、10代の頃に家族でアメリカのオクラホマ州に移住。州立大学でレスリングの選手となり、1959年にアドナン・ケイシーの名義でプロレスラーとしてデビューする。
その後、インディアン・ギミックのベビーフェイス、ビリー・ホワイト・ウルフに変身。1960年代は太平洋岸北西部のパシフィック・ノースウエスト地区を主戦場に、ハワイやテキサスでも活動。1962年11月21日にはキング・イヤウケアを破り、ハワイ版のNWA USヘビー級王座を獲得。1963年は7月5日にマッドドッグ・バションからNWAパシフィック・ノースウエスト・ヘビー級王座を、9月24日にマーク・ルーインからNWAテキサス・ヘビー級王座をそれぞれ奪取している。
1964年4月、チーフ・ホワイト・ウルフのリングネームで日本プロレスの第6回ワールドリーグ戦に初来日。途中参加のため公式リーグ戦には出場しなかったが、ジャイアント馬場や豊登とシングルマッチで対戦した。アメリカ国外ではオーストラリアにも遠征しており、1967年2月11日にレイ・スティーブンスを下してIWA世界ヘビー級王座を獲得。1969年1月には国際プロレスへの参戦で再来日を果たし、1月28日に東京の足立区体育館にて、ビル・ロビンソンのIWA世界ヘビー級王座に挑戦した。
1974年8月、本来の出自であるアラブ人ギミックのシーク・オブ・シークス・オブ・バグダッド（The Sheik of Sheiks of Baghdad）を名乗り、ヒールのポジションで新日本プロレスに登場。フレッド・ブラッシーがマネージメントしていたニコリ・ボルコフとタッグを組み、9月10日に愛知県体育館にて、アントニオ猪木&坂口征二の黄金コンビが保持していた北米タッグ王座に挑戦した。
帰米後はベビーフェイスのビリー・ホワイト・ウルフに戻り、ニューヨークのWWWFでチーフ・ジェイ・ストロンボーとインディアン・タッグを結成。ジ・エクスキューショナーズ（1号＝キラー・コワルスキー、2号＝ビッグ・ジョン・スタッド）との抗争の末、1976年12月7日にWWWF世界タッグ王座を獲得、翌1977年9月27日にプロフェッサー・タナカ&ミスター・フジに敗れるまでタイトルを保持した。WWWFを離れてからはハワイを主戦場とし、キラー・トーア・カマタやリッパー・コリンズと抗争を展開した。

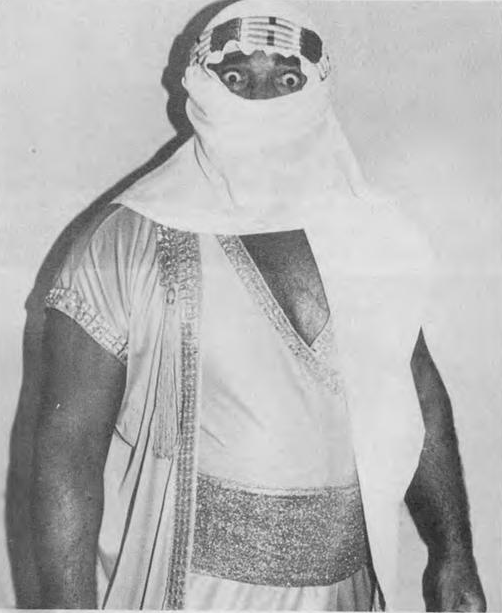
シーク・アドナン・アル＝ケイシー（1985年）

1981年、アラブ人ヒールのシーク・アドナン・アル＝ケイシーに変身してAWAに登場。クラッシャー・ブラックウェルを配下に引き入れ、シーク・スタイルのアヤトーラ・ブラックウェルを名乗らせる。その後、AWAの悪徳マネージャーだったボビー・ヒーナンから「アラブ・マネー」でケン・パテラのマネージメント権を購買し、ブラックウェルのパートナーに起用。自らはプレイング・マネージャーとなって彼らを指揮し、1983年6月から1984年5月までAWA世界タッグ王座に就かせた。以降もマネージャーとしてAWAに定着し、ブルーザー・ブロディやアブドーラ・ザ・ブッチャーなど特別参戦の大物選手も担当。AWA末期の1990年まで、リングサイドに欠かせない存在であり続けた。

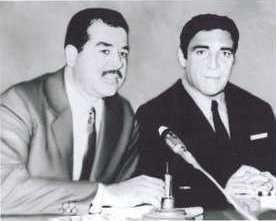
サッダーム・フセイン（左）とアドナン（1970年代初頭）

1990年下期、AWAでの抗争相手でもあったサージェント・スローターのマネージャーとして、ジェネラル・アドナン（アドナン将軍）を名乗ってWWFに登場。同時期に勃発した湾岸戦争を追い風に「サッダーム・フセインの友人」という設定でスローターと共に大ヒールを演じる。後にイラン出身のアイアン・シークもカーネル・ムスタファ（ムスタファ大佐）の名で加わり、ハルク・ホーガンやアルティメット・ウォリアーを相手に「WWF版湾岸戦争」を繰り広げた。
WWF退団後は1994年頃にシカゴのAWFでカウボーイ・ボブ・オートンらのマネージャーを担当。居住地のミネソタでは、ケン・パテラと共同でインディー団体WAWA（ワールド・オールスター・レスリング・アライアンス）をプロデュースした。2005年には自伝 "The Sheikh of Baghdad: Tales of Celebrity and Terror from Pro Wrestling's General Adnan" が編集者との共著で出版された。
2023年9月6日、84歳で死去。

## 得意技
ビリー・ホワイト・ウルフ
- インディアン・デスロック

シーク・アドナン・アル＝ケイシー
- キャメルクラッチ

## 獲得タイトル
以下はすべてビリー・ホワイト・ウルフ名義での戴冠。
NWAミッドパシフィック・プロモーションズ
- NWA USヘビー級王座（ハワイ版）：1回[3]
- NWAハワイ・タッグ王座：3回（w / ピーター・メイビア、ジム・ヘイディ、サム・スティムボート）[16]

パシフィック・ノースウエスト・レスリング
- NWAパシフィック・ノースウエスト・ヘビー級王座：2回[4]
- NWAパシフィック・ノースウエスト・タッグ王座：4回（w / シャグ・トーマス、ペッパー・マーティン、ベアキャット・ライト、ジョニー・ウォー・イーグル）[17]

NWAビッグタイム・レスリング
- NWAテキサス・ヘビー級王座：1回[5]
- NWA世界タッグ王座（テキサス版）：1回（w / Hogan Wharton）[18]

ワールド・チャンピオンシップ・レスリング（オーストラリア）
- IWA世界ヘビー級王座：1回[8]
- IWA世界タッグ王座：2回（w / マリオ・ミラノ、テキサス・マッケンジー）[19]

ワールド・ワイド・レスリング・フェデレーション
- WWWF世界タッグ王座：1回（w / チーフ・ジェイ・ストロンボー）[11]

## マネージャー担当選手
以下はシーク・アドナン・アル＝ケイシーに変身後、マネージャーを担当した主なレスラー。
アメリカン・レスリング・アソシエーション
- シーク・アヤトーラ・ブラックウェル
- "ロレンス・オブ・アラビア" ケン・パテラ
- クリス・マルコフ
- アブドーラ・ザ・ブッチャー
- ブルーザー・ブロディ
- カマラ
- ミスター・サイトー
- マスクド・スーパースター
- キング・トンガ
- ボリス・ズーコフ
- ノード・ザ・バーバリアン
- モンゴリアン・ストンパー
- アレックス・スミルノフ
- コキーナ・マキシマス

ワールド・レスリング・フェデレーション
- サージェント・スローター
- カーネル・ムスタファ

アメリカン・レスリング・フェデレーション
- カウボーイ・ボブ・オートン
- マニー・フェルナンデス
- ミスター・ヒューズ